# (1300) Marcelle
(1300) Marcelle – planetoida z pasa głównego asteroid okrążająca Słońce w ciągu 4 lat i 235 dni w średniej odległości 2,78 au. Została odkryta 10 lutego 1934 roku w Algiers Observatory w Algierze przez Guya Reissa. Nazwa planetoidy pochodzi od imienia drugiej córki odkrywcy. Przed jej nadaniem planetoida nosiła oznaczenie tymczasowe (1300) 1934 CL.